# Grebnice (Šamac)
Pour les articles homonymes, voir Grebnice.
Grebnice (en serbe cyrillique : Гребнице) est un village de Bosnie-Herzégovine. Il est situé dans la municipalité de Šamac et dans la république serbe de Bosnie. Selon les premiers résultats du recensement bosnien de 2013, il compte 465 habitants.
Avant la guerre de Bosnie-Herzégovine, le village faisait entièrement partie de la municipalité de Šamac (Bosanski Šamac) ; après la guerre, son territoire a été partiellement rattaché à la municipalité de Domaljevac-Šamac nouvellement créée et intégrée à la fédération de Bosnie-et-Herzégovine.

## Démographie

### Évolution historique de la population dans la localité
| 1948 | 1953 | 1961  | 1971  | 1981  | 1991  | 2013 |
| ---- | ---- | ----- | ----- | ----- | ----- | ---- |
| -    | -    | 1 764 | 2 003 | 2 094 | 2 210 | 465  |

|  |